# ハイスクールチルドレン
ハイスクールチルドレンは、2018年にデビューした日本の男性アイドルグループ、声優ユニット。VOYZ ENTERTAINMENT所属。略称は「ハイチル」。

## 概要
日本テレビにて2018年に放送されていた声優オーディション番組「キミモテロッジ〜家づくりで声優オーディション!?〜」にてオーディションを勝ち抜いた5人により結成されたユニット。
秋元康氏プロデュースのもと、役者・歌手・バラエティなどマルチに活動する声優グループとして活動。メンバー全員がエンターテイメント集団VOYZ BOYを兼任していた。
2021年11月1日に解散を発表、同年11月30日に最後のオンラインイベントを実施した。

## 略歴
2018年
- 7月 キミモテロッジオーディション開始。
- 8月15日 ハイスクールチルドレン結成。
- 10月 日本テレビ『バゲット』のADのとして修業を開始[1]
- 11月 日本テレビ『バゲット』のお天気コーナーに抜擢。メンバーが不定期に登場した。
- 12月18日 初のファンミーティングを開催。

2019年
- メンバー個々で俳優活動を開始。
- 5月 VOYZ ENTERTAINMENT 所属に伴い、VOYZ BOYを兼任することが発表。6月よりVOYZBOYとして活動を開始。[2]
- 5月10日 2回目のファンミーティングを開催。

2020年
- 3月にファンミーティングを開催する予定が、情勢のため中止。
- 7月17日 オンラインファンミーティングを開催。
- 12月24日 日本テレビ『バゲット』を卒業。

2021年
- 11月1日 高橋 奎仁、田淵 累生の卒業と事務所退所により、解散を発表。[3]
- 11月30日 Youtubeでの配信とお見送り企画を実施。

## メンバー
五十音順に記載。
| メンバー | 読み            | 生年月日       | 血液型 | 出身地     | 担当カラー | 備考           |
| -------- | --------------- | -------------- | ------ | ---------- | ---------- | -------------- |
| 石橋弘毅 | いしばし ひろき | 1999年9月16日  | 不明   | 埼玉県出身 | オレンジ   | メンバー最年少 |
| 高橋奎仁 | たかはし けいと | 1996年10月28日 | AB型   | 東京都出身 | 紫         |                |
| 田淵累生 | たぶち るい     | 1995年9月12日  | A型    | 石川県出身 | 青         | メンバー最年長 |
| 富園力也 | とみぞの りきや | 1998年9月16日  | O型    | 兵庫県出身 | ピンク     |                |
| 福井巴也 | ふくい ともや   | 1998年1月23日  | A型    | 京都府出身 | 緑         | リーダーを担当 |

- メンバー4人は寮「ハイチルハウス」にて共同生活をしている。部屋割りは石橋・高橋が同室、富園が一人部屋、田淵は屋上のプレハブにて一人部屋。
- 福井のみ配信企画のため別の寮に住んでいる。元・福井の部屋は残されているが、メンバーのゲーム部屋になっている。
- メンバーカラーにレッドがいない理由は、誰がセンターになってもかっこいいグループになれるように。という願いが込められている。[4]
- メンバー2名の卒業をうけ、「5名でこそのハイスクールチルドレン」との想いから、ハイスクールチルドレンを解散することとなった。

## ディスコグラフィ
| 発売日         | 商品名 | 歌                     | 楽曲                                  | 備考                                                     |
| 2019年         | 2019年 | 2019年                 | 2019年                                | 2019年                                                   |
| -------------- | ------ | ---------------------- | ------------------------------------- | -------------------------------------------------------- |
| 2019年10月30日 | 愛の鎖 | ハイスクールチルドレン | 「愛の鎖」 「ハイスクールプリンセス」 | アニメ『君だけにモテたいんだ。』サウンドトラックシングル |